# Celmia celmus
Espèce
Celmia celmus est un papillon de la famille des Lycaenidae, de la sous-famille des Theclinae et du genre Celmia.

## Dénomination
Celmia celmus a été décrit par Pieter Cramer en 1775 sous le nom initial de Papilio celmus.
Synonymes: Thecla celmus, Hewitson, 1873; Tmolus pereza Butler, 1877; Celmia stigmata Johnson, 1991.

### Nom vernaculaire
Celmia celmus se nomme Celmus Hairstreak en anglais.

## Description
Celmia celmus est un petit papillon aux pattes et aux antennes cerclés de blanc et noir, avec deux fines queues à chaque aile postérieure, une très longue et une longue.
Le dessus des ailes est marron avec une suffusion bleu métallisé en large plage localisée au bord interne aux ailes antérieures, ne laissant qu'une bordure marron aux ailes  postérieures.
Le revers est blanc avec une ligne postdiscale jaune et aux ailes postérieures un ocelle jaune pupillé de marron submarginal entre les deux queues.

## Écologie et distribution
Celmia celmus est présent au Mexique, au Costa Rica, en Colombie, en Équateur, au Brésil, au Surinam et en Guyane,,.

### Protection
Pas de statut de protection particulier.